# Вилторі (Златна, Алба)
Вилторі (рум. Vâltori) — село у повіті Алба в Румунії. Адміністративно підпорядковане місту Златна.
Село розташоване на відстані 294 км на північний захід від Бухареста, 29 км на захід від Алба-Юлії, 76 км на південний захід від Клуж-Напоки.

## Населення
За даними перепису населення 2002 року у селі проживали 202 особи, усі — румуни. Усі жителі села рідною мовою назвали румунську.